# カラミアジカ
カラミアジカ（Axis calamianensis）は、シカ科に分類されるシカの一種。フィリピンに生息する3種のシカのうちの1種。

## 分類と名称
Hyelaphus 属に分類する意見もあるが、通常アクシスジカ属に分類される。種小名calamianensisは「カラミアン産の」の意で、和名や英名と同義。

## 分布
フィリピンのカラミアン諸島の固有種。フィリピンには他にもアルフレッドサンバーとマリアナジカという2種のシカが分布している。

## 形態
雄の体高は通常60 - 65cmで、体重は通常35 - 50 kgである。角は三又で雄のみが持ち、角の長さは30cm。子鹿は生まれたときには斑点がなく、この点でホッグジカと区別される。頸部は短く、胴が長い。背面は黄褐色の短い体毛で被われ、黒い縦縞が入る。胴体腹面は暗褐色、尾腹面は白い体毛で被われる。四肢は暗褐色の体毛で被われる。耳介は小型で、先端が尖る。四肢は短く、蹄の間にある臭腺（蹄間腺）はあまり発達しない。

## 生態
森林や草原などに生息する。天敵などから逃走する際、他のシカのように障害物を飛び越えるのではなく、イノシシのように頭を下げて下草の中を駆け抜ける。日の出と夕暮れ時に活動する。昼間は休息しており、その後下草から出て餌を探す。主に単独で行動するが、小さな群れを形成することもある。群れは最大でも27頭である。他のシカと同様に反芻動物で、4つの胃で反芻をする。柔らかく甲高い鳴き声である。新芽、枝、葉を食べる。天敵は猛禽類とニシキヘビである。繁殖形態は胎生で、妊娠期間は約8か月。1回に1頭（まれに2頭）の幼獣を産む。

## 化石記録
パラワン島の洞窟で、カラミアジカ、トラ、カニクイザル、パラワンイノシシ、小型哺乳類、トカゲ、ヘビ、カメのものとされる化石が発見された。骨に石器の切り傷や火を使った痕跡が見つかり、初期の人類が骨を集めていたことが分かった。
Von den Drieschの研究を参考に、イノシシとシカを除く化石において、臼歯以外の解剖学的特徴を測定し、近縁関係のある分類群を区別し、年齢とともに形態計測学的変化が確認された。シカについては洞窟で発見された頭蓋骨と下顎骨の一部と歯を、カラミアジカ、マリアナジカ、アルフレッドサンバーのサンプルと比較し、化石にはアクシスジカ属とシカ属が含まれることが判明した。洞窟内の更新世末期と完新世初期の堆積物全体にわたって、シカの骨格は次第に少なくなり、完新世末期には消滅した。頭蓋後部と歯列のサイズの変化によって、大型の分類群と小型の分類群を簡単に区別できる。歯の化石と下顎歯列を現生種と比較すると、カラミアジカが小型分類群の最有力候補であると思われる。カラミアジカは現在パラワン島には分布しておらず、更新世にはパラワン島と陸続きであったクリオン島とブスアンガ島の森林の端と開けた草原に生息している。

## 人間との関係
生息地では食用とされたり、角や皮が利用される。食用や角、皮目的の乱獲などにより生息数は減少している。